# Murielle Szac
 (mai 2025).
La mise en forme du texte ne suit pas les recommandations de Wikipédia : il faut le « wikifier ».
Les points d'amélioration suivants sont les cas les plus fréquents. Le détail des points à revoir est peut-être précisé sur la page de discussion.
- Les titres sont pré-formatés par le logiciel. Ils ne sont ni en capitales, ni en gras.
- Le texte ne doit pas être écrit en capitales (les noms de famille non plus), ni en gras, ni en italique, ni en « petit »…
- Le gras n'est utilisé que pour surligner le titre de l'article dans l'introduction, une seule fois.
- L'italique est rarement utilisé : mots en langue étrangère, titres d'œuvres, noms de bateaux, etc.
- Les citations ne sont pas en italique mais en corps de texte normal. Elles sont entourées par des guillemets français : « et ».
- Les listes à puces sont à éviter, des paragraphes rédigés étant largement préférés. Les tableaux sont à réserver à la présentation de données structurées (résultats, etc.).
- Les appels de note de bas de page (petits chiffres en exposant, introduits par l'outil «  Source ») sont à placer entre la fin de phrase et le point final[comme ça].
- Les liens internes (vers d'autres articles de Wikipédia) sont à choisir avec parcimonie. Créez des liens vers des articles approfondissant le sujet. Les termes génériques sans rapport avec le sujet sont à éviter, ainsi que les répétitions de liens vers un même terme.
- Les liens externes sont à placer uniquement dans une section « Liens externes », à la fin de l'article. Ces liens sont à choisir avec parcimonie suivant les règles définies. Si un lien sert de source à l'article, son insertion dans le texte est à faire par les notes de bas de page.
- La présentation des références doit suivre les conventions bibliographiques. Il est recommandé d'utiliser les modèles {{Ouvrage}}, {{Chapitre}}, {{Article}}, {{Lien web}} et/ou {{Bibliographie}}. Le mode d'édition visuel peut mettre en forme automatiquement les références.
- Insérer une infobox (cadre d'informations à droite) n'est pas obligatoire pour parachever la mise en page.

Pour une aide détaillée, merci de consulter Aide:Wikification.
Si vous pensez que ces points ont été résolus, vous pouvez retirer ce bandeau et améliorer la mise en forme d'un autre article.
Compléments
Eleftheria, Le feuilleton d'Hermès
Murielle Szac, née le 5 juillet 1964 à Lyon (France), est une écrivaine, ancienne journaliste, éditrice et directrice de collection française.

## Biographie
Ancienne journaliste politique au magazine L'Événement du jeudi puis rédactrice en chef du magazine Rebondir, elle devient rédactrice en chef des magazines de Bayard Presse : Popi, Tralalire et Les Belles Histoires avant de créer en 2009 le département pédagogique Bayard Education, dont elle a assuré dix ans la rédaction en chef.
Elle a écrit quelques essais et plusieurs romans pour la jeunesse, dont les plus célèbres sont ses quatre feuilletons consacrés à la mythologie grecque en 100 épisodes. Elle dirige aussi la collection « Ceux qui ont dit non », aux éditions Actes Sud junior (qu'elle a créée en 2008) ainsi que les collections « Poés'idéal » (2014) et  « Sur le fil » (2015), et « Poés'histoires » (2019) aux éditions Bruno Doucey.
Ses romans ont souvent une trame sociale ou politique, car elle mêle étroitement engagement et écriture. Elle a choisi de tricoter ensemble les histoires de la mythologie grecque pour qu'elles puissent être partagées à voix haute à tout âge, des plus jeunes aux plus âgés. Son recueil de poèmes Immenses sont leurs ailes (2021) écrit à partir de portraits d'enfants syriens réalisés par la peinte Nathalie Novi reçoit le Bologna Ragazzi Award Poetry 2022 (prix de la Foire internationale du livre de jeunesse de Bologne).
Son premier roman en littérature adulte, Eleftheria paraît aux éditions Emmanuelle Collas en août 2022. Il dévoile la tragédie qui conduisit à la disparition de la communauté juive de Crète en 1944. En avril 2023, elle publie chez Bayard un cinquième feuilleton en cent épisodes, mais se tourne vers une figure féminine de La Bible : Tsippora. Le livre est illustré par Joëlle Jolivet et préfacé par Delphine Horvilleur.
Dans le cadre de l'opération "Un livre pour les vacances", elle écrit à la demande du Ministère de l'Éducation Nationale une nouvelle adaptation de L'Odyssée d'Homère pour la jeunesse, illustrée par Catel et publié par la RMN. Cet ouvrage qui met l'accent sur les femmes de cette aventure sera offert à tous les élèves de CM2. En octobre 2023, un essai intitulé L'Odyssée des femmes redonne leur vraie place aux figures féminines de la mythologie, publié par L'Iconoclaste.
En janvier 2024, son roman Tosca, consacré à l'affaire des sept Juifs fusillés à Rillieux par la milice française dirigée par Paul Touvier le 28 juin 1944, est publié aux éditions Emmanuelle Collas. Il obtient la mention spéciale du prix Montluc Résistance et Liberté. En avril 2024 sort un nouveau feuilleton, en 14 épisodes cette fois, Le feuilleton des jeux d'Olympie, illustré par Olivier Balez. Ce texte est le résultat d'une commande de la Maison de la Culture de Grenoble, dans le cadre d'un projet labellisé Olympiades 2024 intitulé "Du courage".
En septembre 2024, sort une adaptation en roman graphique de son roman Joan baez, non à l'injustice illustré par Jeanne Detallante aux éditions Actes Sud jeunesse.

### Vie privée
Elle est la compagne de Bruno Doucey, poète et romancier avec lequel elle a fondé en 2010 une maison d’édition de poésie, les éditions Bruno Doucey.

## Œuvres

### Pour la jeunesse

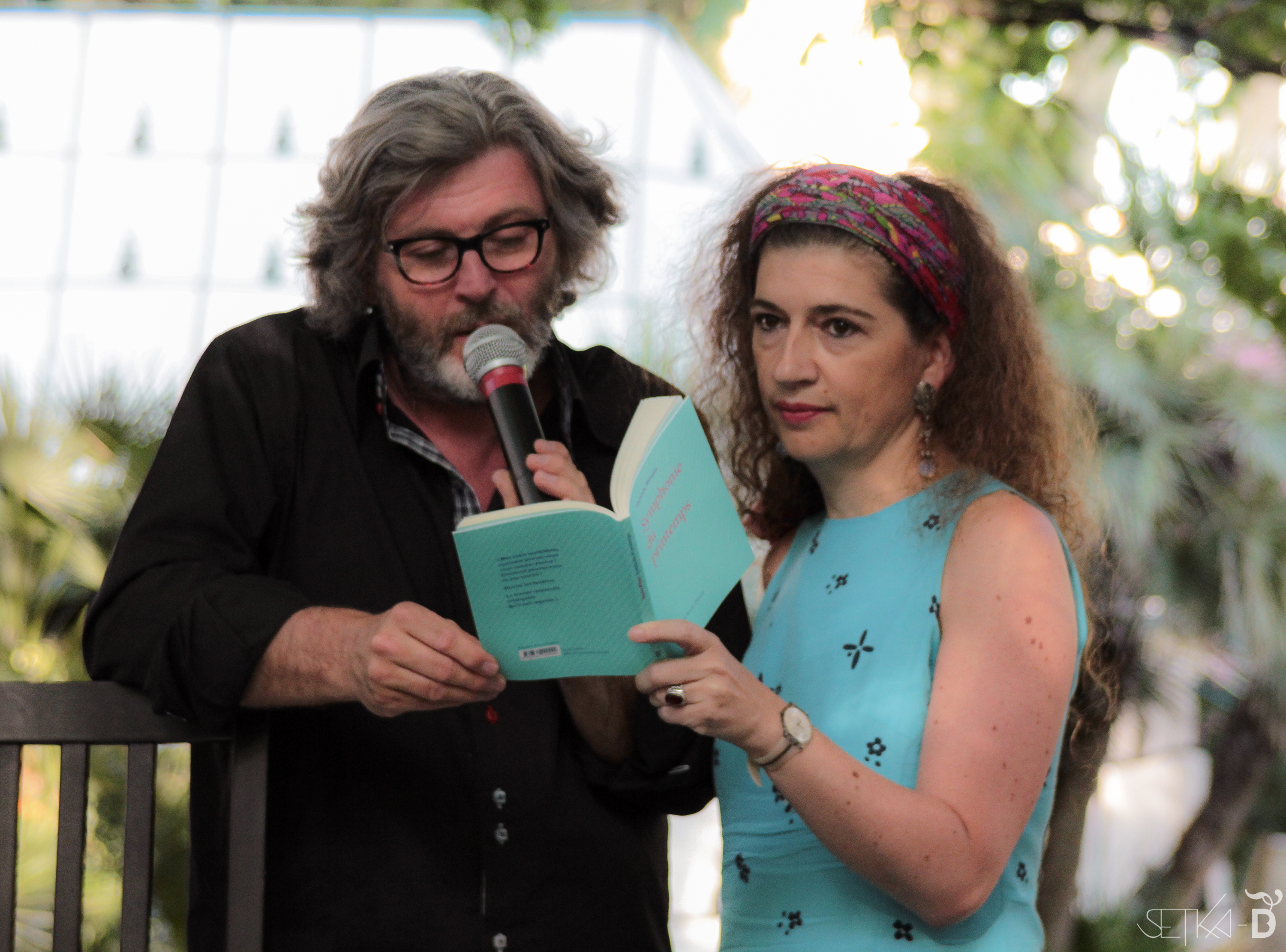
Murielle Szac et Bruno Doucey (Festival de Sète).

- J'attends maman, collection Petite Poche, 2003
- Rebecca, Thierry Magnier, collection Petite Poche, 2004
- 7 histoires de Lou le loup, Bayard, 2007
- La Grève[9], Seuil, Collection Karactère(s), 2008
- Un lourd silence[10], Seuil, 1999
- Petit Guide de voyages au pays des histoires, publié par le Ministère de la Culture et la CNAF dans le cadre de l’opération Premières Pages.
- Berceuses et balladines jazz, livre-CD avec Ilya Green, Ceilin Poggi et Thierry Eiliez, Didier Jeunesse, 2017

- Coup de cœur Jeune Public automne 2017 de l'Académie Charles-Cros
- La Maîtresse a pleuré trois fois, Thierry Magnier, collection Petite Poche, 2010
- Le Feuilleton d'Hermès[2] : la mythologie grecque en 100 épisodes, Bayard, 2006 - Illustrations de Jean-Manuel Duvivier
- Le Feuilleton de Thésée : la mythologie grecque en 100 épisodes, Bayard, 2011- Illustrations de Rémi Saillard
- Le Feuilleton d'Ulysse : la mythologie grecque en 100 épisodes, Bayard, 2015 - Illustrations de Sébastien Thibault
- L'expulsion, Thierry Magnier, collection Petite Poche, 2017
- Le Feuilleton d'Artémis : la mythologie grecque en 100 épisodes, Bayard, 2019 - Illustrations d'Olivia Sautreuil
- Immenses sont leurs ailes, Ed.Bruno Doucey, 2021 - Illustrations de Nathalie Novi
- Le Feuilleton de Tsippora, un récit biblique en 100 épisodes, Bayard, 2023 - Illustrations de Joëlle Jolivet
- L'Odyssée d'Homère, RMN, 2023Écrit avec Catel, illustratrice. sélection « Un livre pour les vacances » 2023[11]
- Nouvelle publication de La Grève en 2024 aux éditions Le Calicot
- Le feuilleton des jeux d'Olympie, illustré par Olivier Balez, Bayard, 2024

#### Collection «Ceux qui ont dit Non»
- Victor Hugo, Non à la peine de mort, Actes Sud Junior, 2008
- Émile Zola, Non à l’erreur judiciaire, Actes Sud Junior, 2011
- Non à l'individualisme, Actes Sud Junior, 2011 - Recueil de nouvelles avec Gérard Dhôtel, Bruno Doucey, Nimrod, Maria Poblete, Elsa Solal.
- Non à l’indifférence, Actes sud junior, 2013 - Recueil de nouvelles avec Gérard Dhôtel, Jessie Magana, Nimrod, et Elsa Solal.
- Non à l'intolérance, recueil de nouvelles avec Gérard Dhôtel, Bruno Doucey, Nimrod, Maria Poblete, Elsa Solal, 2015.
- Jacques Prévert, Non à l'ordre établi, Actes Sud Junior, 2017
- Joan Baez, Non à l'injustice, Actes Sud Junior, 2019

### Essais
- Maurice Titran, pédiatre, un rebelle chez les bébés, Éditions de l'Atelier, 1996
- Dominique Voynet, une vraie nature, Plon, 1998
- L'Odyssée des femmes, L'Iconoclaste, 2023

### Romans
- Eleftheria, Éditions Emmanuelle Collas, 2022
- Tosca, Éditions Emmanuelle Collas, 2024

### Romans graphiques
- Victor Hugo dit non à la peine de mort, illustrations de Sébastien Vassant, 2020, Actes Sud
- Joan Baez dit non à l'injustice, illustrations de Jeanne Detallante, 2024, Actes Sud

### Filmographie
- Coautrice et coréalisatrice du documentaire Dominique Voynet au risque du pouvoir (60 min-1999) Avec Philippe Baron. Production: ISKRA films/Diffusion: La Sept-Arte
- Autrice-réalisatrice du documentaire À quoi rêvons-nous ? (52 min-1997) sur l'après novembre-décembre 95 dans une famille dont le père est cheminot. Production: Point du Jour/Diffusion: La Cinquième
- Autrice-réalisatrice du film pour Atd-Quart Monde : Le quart-monde rencontre l’université (45 min-1997)
- Coautrice et coréalisatrice du documentaire Quelque chose en plus sur les enfants trisomiques. (52 min-1990) avec Françoise Davisse. Production: Méli-Mélo/Diffusion: M6, RTBF, Télé Suisse Romande

## Prix et distinctions
- En 2017, elle a été nommée Chevalier des Arts et des Lettres.
- 2022 :  Prix BolognaRagazzi, catégorie spéciale Poésie[12], Foire du livre de jeunesse de Bologne  pour Immenses sont leurs ailes, illustrations de Nathalie Novi
- 2022 : Prix littéraire de la Ville d'Avignon pour son roman Eleftheria ((Ed. Emmanuelle Collas)
- 2024 : mention spéciale du prix Montluc Résistance et Liberté pour son roman Tosca (Ed. Emmanuelle Collas)
- 2025 : Gagnante du prix des ados de Deauville 2025 pour son Roman Graphique : Joan Baez dit NON à l’injustice (Ed. Actes Sud BD) avec Jeanne Detallante